# Uranotaenia gouldi
Uranotaenia gouldi är en tvåvingeart som beskrevs av EL Peyton och Klein 1970. Uranotaenia gouldi ingår i släktet Uranotaenia och familjen stickmyggor. Inga underarter finns listade i Catalogue of Life.